# Kollalda
Kollalda är en kulle i republiken Island. Den ligger i regionen Norðurland eystra, 300 km nordost om huvudstaden Reykjavík. Toppen på Kollalda är 467 meter över havet, eller 66 meter över den omgivande terrängen. Bredden vid basen är 2,3 km.
Trakten runt Kollalda är nära nog obefolkad, med mindre än två invånare per kvadratkilometer. Det finns inga samhällen i närheten. Trakten runt Kollalda är ofruktbar med lite eller ingen växtlighet.